# Ariarates VI Epifanes Filopator
Ariarates VI Epifanes Filopator, gr. Ἀριαράθης, Ariaráthēs (zm. 116 lub 111 p.n.e.) – król Kapadocji od 130 p.n.e. do swej śmierci. Najmłodszy syn króla Kapadocji Ariaratesa V Eusebesa Filopatora i królowej Nysy, zapewne córki Farnakesa I, króla Pontu.
Ariarates wstąpił na tron jako dziecko i panował około 14 lat. W jego dzieciństwie ster rządów dzierżyła matka, regentka Nysa. Prawdopodobnie otruła wszystkich pięciu swoich starszych synów, bojąc się utraty władzy, gdy dochodzili do wieku sprawnego i mogli objąć samodzielnie rządy. Małoletni Ariarates, ostatni jej syn, został uratowany przez ludzi lojalnych dynastii, którzy zabili królową-regentkę (Justynus, Epitoma, ks. XXXVII, rozdz. 1). Te wydarzenia były pretekstem dla Mitrydatesa V Euergetesa, króla Pontu, by spróbować przejąć kontrolę nad Kapadocją. Wydał za Ariaratesa swoją córkę imieniem Laodika, nie udało się jednak przekształcić Kapadocji w satelickie państwo Pontu. Jego następca, Mitrydates VI Eupator, postanowił więc zamordować Ariaratesa. Dokonał tego z pomocą kapadockiego arystokraty Gordiosa. Po śmierci Ariaratesa VI królestwo było rządzone krótko przez wdowę Laodikę, którą następnie poślubił Nikomedes III Euergetes, król Bitynii, chcąc w ten sposób przejąć Kapadocję. Został jednak wkrótce usunięty przez króla Pontu Mitrydatesa VI Eupatora, który osadził na tronie Ariaratesa VII Filometora, syna Ariaratesa VI i Laodiki (XXXVIII 1).

## Potomstwo
Ariarates VI miał z żoną i królową Laodiką (zm. ok. 97 p.n.e.) troje dzieci:
- Ariarates VII Filometor, przyszły król Kapadocji
- Ariarates VIII Epifanes, przyszły król Kapadocji
- Nysa, przyszła żona Nikomedesa IV Epifanesa Filopatora, króla Bitynii